# NGC 4226
NGC 4226 је спирална галаксија у сазвежђу Ловачки пси која се налази на NGC листи објеката дубоког неба.
Деклинација објекта је + 47° 1' 32" а ректасцензија 12h 16m 26,3s. Привидна величина (магнитуда) објекта NGC 4226 износи 13,5 а фотографска магнитуда 14,4. NGC 4226 је још познат и под ознакама UGC 7297, MCG 8-22-90, CGCG 243-57, PGC 39312.